# MC Baba
MC Baba est un rappeur congolais originaire de Brazzaville, en république du Congo. Il est principalement connu pour ses performances non-verbales, utilisant des gestes, des mimiques et des sons pour transmettre ses messages, malgré le fait qu’il ne soit ni sourd ni muet ,.
Il s'est fait connaître grâce à la diffusion de vidéos sur des plateformes comme TikTok et Facebook, à partir de 2023, où ses performances ont suscité l'intérêt du public et des médias,.

## Biographie
MC Baba se distingue dans le paysage musical par son approche singulière du rap,. Bien qu'il ne soit ni sourd ni muet, il utilise des gestes, des mimiques et des sons non-verbaux pour exprimer sa musique,, créant ainsi un style distinctif. Son apparence, souvent marquée par un t-shirt noir, des cheveux teints en blanc et des lunettes sombres, contribue à son image. Il fait également partie du groupe Baseron,,.

### Carrière
L'ascension de MC Baba a débuté avec la diffusion de vidéos de ses performances, notamment lors de battles de rap. Ces vidéos ont rapidement circulé sur les plateformes en ligne, lui valant une reconnaissance au-delà des frontières congolaises. 
Le style de MC Baba a été diversement reçu : salué pour son originalité et sa capacité à communiquer au-delà des mots, il a également suscité des interrogations sur la nature de sa démarche artistique,,. 
Il a collaboré avec d'autres artistes, dont Innoss'B sur le titre « Nikisa » (2023) et avec Paterne Maestro sur « God Blessed » (2024),, ce qui a contribué à élargir son audience. Son ascension et son style ont également suscité l'intérêt des médias occidentaux.

## Influence et impact
L'approche de MC Baba interroge les conventions du rap et les notions traditionnelles de performance musicale. Son succès met en lumière la capacité de l'expression artistique à transcender les barrières linguistiques et à toucher un public large. Il a acquis une certaine notoriété en Afrique, notamment grâce à la viralité de ses performances sur les réseaux sociaux.

## Discographie

### Singles
- 2023 : NI BÉTO (Remix) (feat. Lema, Djam Kiss, Paterne Maestro, Wayé, Kosar X Flatt Boy,)[18]
- 2024 : Oko Lela Epa Ya Nani  (feat. Paterne Maestro)[19]